# Murad II
Murad II (Amasya, 16 de junio de 1404 — Edirne, 3 de febrero de 1451), gobernó como sultán del Imperio otomano desde 1421 hasta 1451 (tan solo interrumpido durante el período de 1444 a 1446), y su reinado estuvo marcado por una larga guerra contra los cristianos de los Balcanes y los emiratos turcos en Anatolia, conflicto que se extendió durante 25 años. Su infancia se desarrolló en Amasya, y subió al trono a la muerte de su padre.

## Primeros años
Murad nació en junio de 1404, hijo del futuro sultán Mehmed I y su esposa Emine Hatun, y pasó su primera infancia en Amasya. Mientras transcurrían los primeros años de Murad, ocurría el Interregno, en el que su padre y sus tíos paternos se disputaron el trono otomano. En 1410, Murad llegó junto con su padre a la capital otomana, Edirne. Después de que su padre ascendió al trono otomano (1413), hizo gobernador (sanjak-bey) del sanjak de Amasya a Murad. Murad permaneció en Amasya hasta la muerte de Mehmed I en 1421. A los dieciséis años de edad, fue reconocido solemnemente como sultán, ceñido con el sable de Osman, en Bursa. Las tropas y oficiales del estado otomano le rindieron homenaje de buena gana como su soberano.

## Primer reinado
El reinado de Murad fue perturbado por la insurrección desde el principio. Debido al creciente empuje de las conquistas otomanas, los bizantinos del emperador Manuel II Paleólogo animaron al único tío superviviente del sultán, el Şehzade (en turco, príncipe) Mustafa Çelebi (conocido como Düzmece Mustafa, en turco, Mustafa el Impostor) a que tratara de crear un clima de guerra civil y así destronar al joven sultán. El emperador bizantino había asegurado por primera vez la estipulación de que Mustafa debería, si tenía éxito, pagarle por su liberación al renunciar a una gran cantidad de ciudades importantes. Liberado de su confinamiento en la isla de Lesbos (hasta entonces prisionero por un mutuo acuerdo entre Mehmed I y Manuel II), el pretendiente (que ya se había rebelado fallidamente en 1414 contra su hermano Mehmed I) fue desembarcado por las galeras bizantinas en el dominio europeo del sultán y durante un tiempo hizo un rápido progreso. Muchos soldados turcos se unieron a Mustafa Çelebi, el cual derrotó el ejército de Murad, al mando del veterano general Bayezid Pachá (gran visir de Murad como lo fue de su padre Mehmed I), el cual tras la derrota fue decapitado. Düzmece Mustafa designó a sí mismo Sultán en Edirne y, con un gran ejército, cruzó los Dardanelos para acabar con su sobrino Murad en Anatolia. Manuel II lo reconoció como el legítimo heredero del trono de Bayezid I, abuelo de Murad y padre de Mustafa. A pesar de ello, fuerzas leales a Murad alcanzaron a Mustafa en Ulubat, cerca de Bursa, y lo ejecutaron en 1422. Murad entonces formó un nuevo ejército llamado Azab en 1421, y marchando en dirección a las pequeñas posesiones del Imperio bizantino, sitió su capital Constantinopla en represalia. Durante el sitio de aquella ciudad, los bizantinos, confabulándose con algunos Estados independientes turcos de Anatolia, enviaron al Şehzade Mustafa Çelebi (conocido como Küçük Mustafa, en turco, Mustafa el Menor), un joven hermano del sultán (quien tan solo tenía trece años), para que sitiara a su vez Bursa y se rebelara contra el nuevo sultán. Murad no tuvo más remedio que abandonar el sitio de Constantinopla para poder ocuparse del nuevo contratiempo causado por su hermano rebelde. De este modo, capturó al príncipe Mustafa y lo ejecutó en octubre de 1423. Los estados anatolios que conspiraban constantemente contra él —Aydin, Germiyan, Mentese y Teke— fueron anexionados en una campaña militar y de aquí en adelante formaron parte del Imperio otomano.
Murad organizó posteriormente una nueva campaña militar en la que combatió a Venecia y al beylicato de Karaman. Hasta ese momento la república de Venecia había mantenido relaciones amistosas con los otomanos a causas de sus grandes intereses económicos en territorio otomano, sobre todo en la costa del Mar Negro. Venecia había firmado un tratado comercial con Murad I (bisabuelo de Murad II) en 1388 y no se había unido a los movimientos de los cruzados antiturcos del siglo XIV por temor que esto beneficiara a su rival, la República de Génova. Sin embargo la expansión otomana a través de Macedonia hacia el Mar Adriático hizo temer a Venecia que tan pronto Murad II pudiera construir una flota armada se transformaría en un competidor potencial. El cassus belli fue cuando los príncipes bizantinos que poseían Salónica se declararon incapaces de defenderla en contra de la agresión turca, Venecia aceptó su ofrecimiento de hacerse cargo con la ciudad. El sultán no podía soportar dicho obstáculo a sus ambiciones y el resultado fue la guerra. Venció a los karamánidas en 1428 y Venecia se retiró en 1432, tras el fracaso del segundo sitio de Salónica en 1430.
Fue en esa época que la política de conquista otomana se vio directamente implicada en las luchas de poder que comenzaron a surgir entre la aristocracia turca y el Devşirme (y su brazo militar, los kapıkulları), el cual nuevamente recobró fuerzas en la corte otomana. Murad II había sido elevado al trono por la aristocracia turca, liderada por el gran visir Çandarli Ibrahim Paşa y su familia. El sultán no tardó en notar la pesada influencia que la aristocracia turca ejercían sobre él. Para refrzar su poder, intentó consolidar el poder de su minúscula guardia jenízara (lo que había quedado del devşirme y de los kapıkulları, tras el desastre de Ankara en 1402) para equilibrar poderes entre ambos grupos y, de paso, controlarlos. Con este fin, Murad II distribuyó sus nuevas conquistas entre los kapıkulları, a veces en forma de timars, pero con más frecuencia como fincas en concesión, las cuales no solo le proporcionaba ingresos altos sino que reforzaban el tesoro suficientemente como para mantener a la guardia jenízara como un cuerpo asalariado. Murad II, para reforzar aún más este grupo de poder, re-instauró el sistema del devşirme. El número e ingresos del devşirme crecieron rápidamente, con lo cual lograron un poder político considerable y pudieron dejarse ir sobre las importantes cuestiones del momento. Gracias a la acción de Murad II, hubo un intercambio de ideas entre los grupos otomanos de poder en pugna: las nuevas conquistas en Europa se utilizaban para favorecer y reforzar al devşirme (y su brazo militar, los kapıkulları) el cual apoyó dichas conquistas, mientras la aristocracia turca modificó su vieja postura y se opuso de manera firme a continuar el avance de conquista hasta que los dominios ya conquistados fueran totalmente asimilados y organizados.
En los años posteriores a 1430, los que abogaban por la vuelta a la política agresiva de Bayezid I, el abuelo del sultán reinante, se encontraban en posición dominante ya que sus deseos coincidían con los de Murad II. Sus víctimas fueron el Serbia y sus aliados: Hungría y el principado de Valaquia. En 1434, con el pretexto de la cesión de Belgrado a los húngaros por los serbios, los otomanos atacaron a Serbia y a Valaquia. En 1437, aprovechándose de la muerte del rey Segismundo de Hungría (a su vez, también emperador del Sacro Imperio Romano Germánico y rey de Bohemia), Murad conquistó vastos territorios en los Balcanes y consiguió anexionarse Serbia en 1439, con la excepción de Belgrado, tras derrotar en Szendrő al rey Alberto I de Hungría y Bohemia (duque de Austria, Rey de Romanos y yerno y sucesor de Segismundo). La mayor parte del territorio anexado fue dividido en timars y en tierras para recaudación de impuestos, las cuales fueron asignadas a miembros del devşirme. En 1441 el Sacro Imperio Romano Germánico, Polonia (por unión dinástica con Hungría) y Albania se unieron a Hungría que combatía al Imperio otomano. Belgrado, bajo dominio de Hungría, constituía el mayor obstáculo para el avance otomano. El sultán envió a los akıncı, liderados por Mezid Bey, en destructivas expediciones hacia Transilvania con la esperanza de forzar a Hungría a abandonar Belgrado. Sin embargo, a pesar de la devastación de los jinetes irregulares turcomanos, los húngaros y los valacos de las regiones fronterizas al río Danubio prevalecieron, liderados por el noble valaco Juan Hunyadi, nombrado, además, regente húngaro por el nuevo rey Vladislao I de Hungría y III de Polonia. Como líder de este movimiento de resistencia fronteriza contra el islam, Juan Hunyadi fue capaz durante los veinte años siguientes de organizar una resistencia efectiva contra los acometidas de Murad I y de su sucesor. En marzo de 1442, Hunyadi derrotó en la batalla de Gyulafehérvár a los akıncı turcomanos de Mazid Bey (el cual cayó en combate) y, en su esfuerzo por proseguir las expediciones, atravesó los Cárpatos hasta Transilvania. Murad II, indignado, por la derrota envió al norte del Danubio a otro ejército otomano, esta vez al mando del general Hadım Şehabeddin (un devşirme de origen georgiano), beylerbey de Rumelia para acabar con la resistencia húngara-valaca. En septiembre de 1442, Hunyadi emboscó y derrotó al beylerbey Şehabeddin en la decisiva batalla de Vaskapu. 
Tras estas victorias el papa Eugenio IV envió al cardenal Giuliano Cesarini a Hungría con el objetivo de poner en marcha una cruzada que terminase con la amenaza de los otomanos. A principios de 1443, Vladislao I obtuvo el apoyo de Durađ Branković, el déspota serbio exiliado, quien pretendía aprovechar el éxito de Hunyadi frente a los otomanos para liberar a su país del sometimiento en que le tenían los turcos. Hunyadi organizó al ejército cruzado europeo y lideró, junto a Vladislao I, una ofensiva al otro lado del Danubio, hacia Serbia y Bulgaria, tomando Niš y Sofía y derrotando a tres ejércitos otomanos. Tras vencer a estas tres fuerzas supo que un nuevo ejército otomano se dirigía contra la posición de Vladislao (cuyo contingente iba a una jornada detrás del de Hunyadi). Las fuerzas otomanas, dirigidas por el general Kasim Pashá, no esperaban la participación de las tropas de Hunyadi en la batalla y el ataque inesperado de la caballería pesada hizo huir a los turcos. Hunyadi presionando en los pasos de los montes Balcanes, amenazó Edirne, la capital otomana. Sin embargo, cada victoria le separaba más de sus fuentes de abastecimientos y suministros de hombres. La lentitud de la marcha de los cruzados y la llegada del invierno dio tiempo a Murad II para que transportase tropas desde Anatolia hasta Rumelia y estableció su cuartel general en Plovdiv. Cuando el invierno aisló del norte a los cruzados, Murad II contraatacó. Fuerzas de infantería turca ocuparon los pasos de montaña y, finalmente, el 24 de noviembre de 1443, Murad derrotó a los cruzados al intentar atravesar los pasos de Zlatica. Lo angosto del camino impedía explotar la capacidad de la caballería pesada y el mal tiempo dificultó la logística. Kasim Pashá fue enviado por Murad II para perseguir la retaguardia húngara pero fue derrotado por el ejército cruzado el 25 de diciembre en la batalla de Kunovica. ambas partes ahora se encontraban dispuestas a pedir la paz. Vladislao I había sido herido y el ejército de Hunyadi se disolvía y tuvo que retroceder al otro lado del Danubio. Mientras tanto, en la corte otomana, la aristocracia turca se había valido de las derrotas para recuperar su ascendente sobre el debilitado sultán, el cual aprobó en abandonar su política agresiva de conquista. En junio de 1444 Murad II se vio obligado a aceptar una tregua de diez años, la conocida como la "Paz de Szeged", entre Hungría y el Imperio Otomano. En el tratado el delegado otomano declaró que el sultán devolvería el territorio y las fortalezas ocupadas, en Valaquia y Serbia, y se prometió que los otomanos jamás volverían a intentar cruzar el Danubio, si las fuerzas húngaras no intervenían en territorio otomano. Con esta tregua, se restauró a Serbia como estado independiente; Durađ Branković consiguió varias fortalezas en Serbia y Hungría y recuperó un estado tapón sólido en su frontera sur. Esto ofreció a Hungría la oportunidad de estabilizar los conflictos internos y regenerarse después de la continua lucha contra los turcos. 

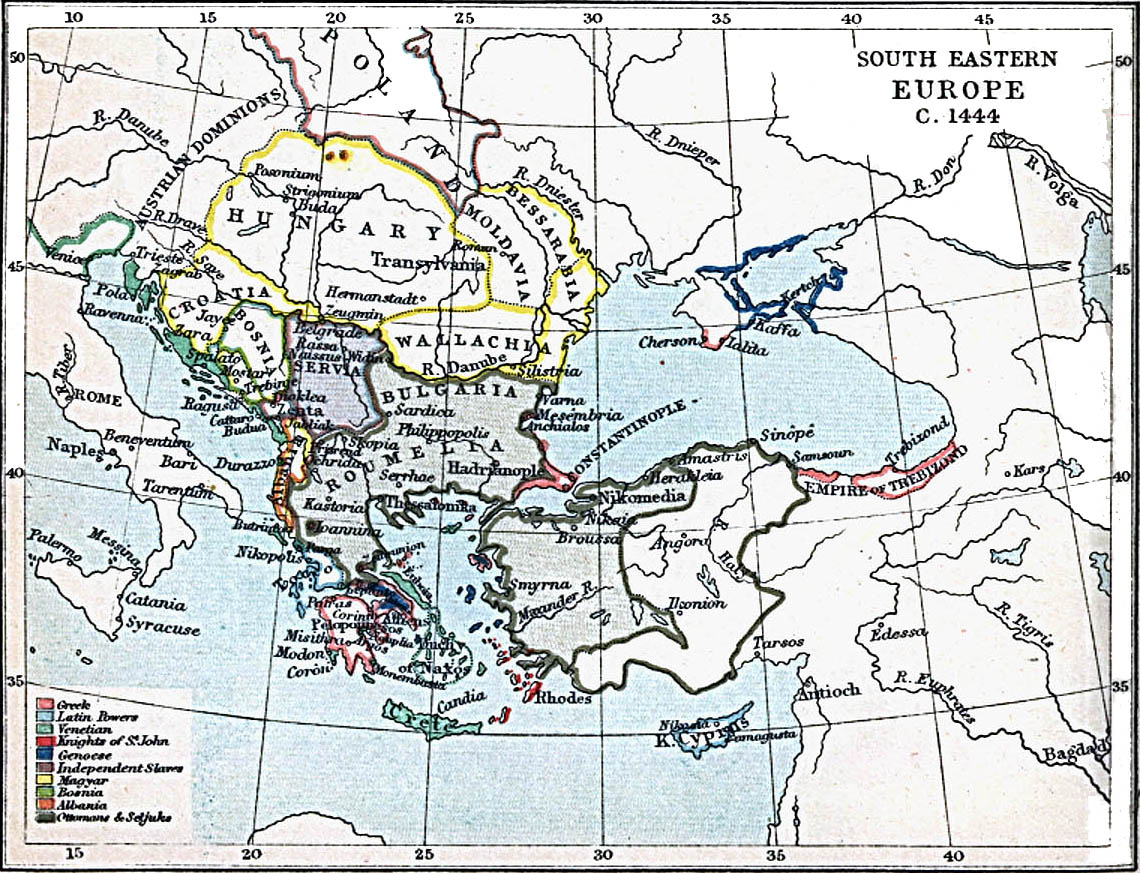
Mapa de Europa del Sudeste hacia 1444.

La rebelión del bey Ibrahim II de Karaman, uno de sus vasallos turcos en Anatolia, forzó a Murat a dejar Edirne con gran parte de su ejército el 12 de junio de 1444. Su primogénito Büyük Ahmed (en turco, Ahmed el Mayor) había muerto repentinamente en 1437 y su segundo hijo Alaeddin Ali (el favorito de su padre) había sido asesinado, a principios de junio de 1443, por Kara Hizir Pachá. Quedaba un tercer hijo: Mehmed (de tan solo 12 años), el cual fue llamado a Edirne a la muerte de su hermano. Murad nombró a Mehmed como regente durante su ausencia, con el gran visir Çandarlı Halil Pasha como consejero del príncipe. Ese mismo junio estalló una insurrección entre los jenízaros, que pedían que Mehmed les aumentase la paga. Murad II los había utilizado con gran eficacia durante sus previas campañas, pero ahora que estaba ausente empezaron a impacientarse, creyendo que podrían aprovecharse de la juventud de Mehmed. En la insurrección, los jenízaros se amotinaron y quemaron el mercado de Edirne. Mehmed cedió y les aumentó la paga, sentando un precedente que sería una fuente constante de problemas. Murad II, por medio del tratado de Yenişehir, firmó un acuerdo de paz con Karaman. Murad, cansado de las guerras, pensó que podría retirarse a una vida contemplativa y proyectó abdicar; sin embargo la paz no duro por mucho tiempo.
En el bando cristiano volvió a considerarse el proseguir la cruzada, a pesar de la tregua en vigor. Sin embargo, hubo oposición a una nueva guerra. La nobleza polaca tenía preocupaciones acerca de la ausencia de su rey en Polonia y algunos de los nobles húngaros sostenía que esta nueva campaña llegaba demasiado pronto y el país no estaba preparado para apoyar la nueva ofensiva. El cardenal Cesarini asistió a la Dieta en Buda, en abril de 1444 y elaboró un ambicioso plan que integraba a varias naciones. Se levantaría un ejército cruzado que seguiría el curso del Danubio, mientras una flota veneciana impediría el tránsito de soldados turcos de Anatolia a Europa y los griegos realizarían ataques de distracción en el Peloponeso. Los cristianos aniquilarían a los turcos que estaban en Europa salvando Constantinopla y llegando a evaluarse la “liberación” de Jerusalén. Los planes pronto empezaron a desmoronarse. El emperador bizantino Juan VIII Paleólogo (hijo y sucesor de Manuel II) intuyó que no era lo más adecuado apoyar la cruzada y Durađ Branković, cuya hija se había casado con el sultán, pensó que tendría más ganancias por la vía de la diplomacia que por las armas. Ambos instaron al caudillo albanés Skanderbeg que los albaneses tampoco apoyaran la cruzada. Sin embargo el cardenal Cesarini persuadió a Vladislao I de que un juramento prestado a un musulmán carecía de valor. De este modo, el joven monarca polaco-húngaro comenzó los preparativos para una nueva cruzada y atravesó el Danubio y comenzó a moverse hacia el sur en septiembre de 1444. El ejército cruzado que atravesó el Danubio en Orşova constaba de 20.000 húngaros, polacos, cruzados occidentales y valacos reclutados por el cardenal Cesarini, Hunyadi y el voivoda valaco Vlad II Dracul. El plan de operaciones pretendía evitar los desfiladeros y pasos de montaña que habían detenido al ejército en la campaña anterior y tenía como objetivo avanzar a lo largo del Danubio hasta Varna desde donde se dirigirían por la costa del mar Negro hacía Edirne. Entre tanto, Murad II consiguió sobornar a los genoveses para que transportaran a su ejército de Anatolia a Europa. Las tropas otomanas, de alrededor de 80.000 soldados, se reunieron en Provadia y avanzaron hasta establecer el campamento al oeste de Varna. Finalmente y de una manera casi pírrica, Murad ganó la batalla de Varna el 10 de noviembre de 1444 contra el regente húngaro Juan Hunyadi y el rey Vladislao I de Hungría y III de Polonia (el cual cayó en combate de una manera absurda). A pesar de ello poco después, perdió la batalla de Jalowaz y por tal motivo los jenízaros del ejército otomano le obligaron a abdicar. Su hijo Mehmed II, asumió el trono el 1 de diciembre de 1444. Murad, que entonces sólo tenía 40 años, cansado de tantas campañas militares y rebeliones en su contra, se retiró a Manisa, en Anatolia.

## Segundo reinado
En 1446 Murad II retomó el poder, debido a una revuelta de los jenízaros en Edirne y, sobre todo, a la incapacidad y juventud de su hijo. Mehmed II fue enviado a Anatolia como sanjak-bey de Manisa. A pesar de la oposición de los jenizaros, Murad prevaleció y se impuso a ellos. En octubre de 1448, Murad II, apoyado por su hijo Mehmed y con un poderoso ejército de 40 000 a 60 000 hombres, aplastó a la coalición cruzada cristiana (compuesta por húngaros, polacos, valacos y moldavos, fuerte de 22 000 a 30 000 hombres), liderada por Juan Hunyadi en la Segunda Batalla de Kosovo (la primera aconteció en 1389). Cuando el frente balcánico estuvo asegurado, Murad reanudó su campaña militar en el Este, derrotando al hijo del emir Temür, el sultán timúrida Shahruj, y a los beylicatos de Karaman y Çorum-Amasya. Murat arregló un matrimonio entre el joven Mehmet II y la princesa Sitti Hatun, hija de Dulkadiroğlu Süleyman Bey, gobernante del beylicato de Dulkadir, de Anatolia Oriental, en septiembre de 1449; las celebraciones en Edirne se prolongaron dos meses. Murad tendría otro hijo, llamado Küçük Ahmed (en turco, Ahmed el Menor), con su esposa favorita, Hatice Halime Hatun, la hija de hija de Taceddin Ibrahim II Bey, soberano del beylicato turcomano de los Candaroglu. Estos matrimonios con princesas de los beylicatos turcomanos eran una estrategia de Murat II para cimentar alianzas con sus enemigos en Anatolia. En 1450, Murad II llevó a su ejército a Albania y sitió sin éxito el castillo de Kruje en un esfuerzo por derrotar a la resistencia de las milicias guerrilleras albanesas liderada por Skanderbeg.

## Murad II comoGhazi-Sultan
Cuando Murad II ascendió al trono, trató de recuperar los territorios perdidos otomanos que habían recuperado su autonomía tras la derrota de su abuelo Bayezid I en la batalla de Ankara en 1402 a manos del emir Temür. Necesitaba el apoyo tanto del público como de los nobles "que le permitirían ejercer su gobierno", y utilizó el antiguo y poderoso incentivo islámico del Monarca Ghazi.
Para ganar apoyo popular e internacional para sus conquistas, Murad II se inspiró en los legendarios monarcas Ghazi de la antigüedad. Los otomanos ya se presentaban como ghazis, pintando sus orígenes como surgiendo de las ghazas de Osman, el fundador de la dinastía. Para ellos, ghaza era la noble defensa del Islam y la justicia contra los no musulmanes y los musulmanes, si eran crueles; por ejemplo, Bayezid etiquetó a Temür, también musulmán, apóstata antes de la batalla de Ankara debido a la violencia que sus tropas habían cometido contra civiles inocentes y porque "todo lo que hace es romper promesas y votos, derramar sangre y violar" el honor de las mujeres ”. Murad II solo tuvo que capitalizar esta herencia dinástica de hacer ghaza, lo que hizo al crear activamente la imagen pública de Ghazi-Sultan.
Murad II se pintó con éxito como un simple soldado que no participaba en excesos reales, y como un noble Ghazi-Sultan que buscaba consolidar el poder musulmán contra los no musulmanes como los venecianos y los húngaros. A través de esta auto-representación, recibió el apoyo de la población musulmana no solo de los territorios otomanos, tanto para él como para sus extensas y costosas campañas, sino también para las mayoritarias poblaciones musulmanas en el Dar al-Islam, como los mamelucos y los musulmanes del sultanato de Delhi de la India. Murad II se presentó básicamente no solo como "un monarca ghazi que lucha contra los kuffār (no musulmanes), sino que también sirve como protector y maestro de los ghazis menores".

## Muerte
En el invierno de 1450-1451, tras el fracaso de su última campaña militar, Murad cayó enfermo y falleció en el Palacio de Edirne el 3 de febrero de 1451, siendo sepultado en el Complejo Muradiye en Bursa. Tenía cuarenta y seis años y había gobernado durante tres décadas, la mayor parte de las cuales las había pasado guerreando. Su muerte se mantuvo en secreto mientras su hijo Mehmed II acudía desde la provincia de Manisa. Este llegó quince días después e inmediatamente el ejército lo aclamó como sultán.

## Familia

### Consortes
Murad II tuvo cuatro consortes:
- Yeni Hatun (¿? — ¿?), primera consorte de Murad e hija de Şadgeldi Paşazade Mustafa Bey del beylicato de Dulkadir. Madre de Şehzade Orhan;
- Hatice Halime Hatun (1410 — 1440) casada con Murad en 1425, hija de Izzeddin Isfendiyar Bey, gobernantes de los Candaroglu y madre Şehzade Isfendiyar
- Âlime Hüma Hatun (1410 — 1449), concubina de Murad, era de origen veneciano, griego-macedonio o albanés, fue madre de Hatice Hatun, Fatma Hatun, y de Mehmed II. Falleció antes de la ascensión al trono de su hijo, por lo que no fue Valide Hatun;
- Mara Hatun (1418 — 14 de septiembre de 1487), nacida como la princesa Mara Despina Branković. Se casó con Murad en 1435. Ella era hija del déspota Đurađ Branković de Serbia. Actuó como Valide Hatun de Mehmed II. Considerada como una de las mujeres más influyentes del Imperio Otomano. Mara fue un pilar fuerte de ayuda en la Caída de Constantinopla, que llevó a consolidar la gloria del Imperio Otomano y la caída total del Imperio Bizantino. Era conocida como Madre Mara o Madre Amerissa
- Hatice hatun:(¿? - ¿?)hija de Taceddin Ibrahim II Bey, hijo de İsfendiyar Bey (hermano de Hatice Halime Hatun ) y su primera esposa. Se casó con Murad tras la muerte de su tía y fue madre de Şehzade Küçük Ahmed. Tras la muerte de Murad II, su hijo fue ejecutado por orden de Mehmed II. Posteriormente, Mehmed la obligó a casarse con Ishak Pasha , con quien tuvo otros ocho hijos..

### Hijos
- Şehzade Ahmed  (1419 — junio de 1437), hijo con concubina desconocida. Era Sanjak Bey (gobernador) de Amasya. Conocido como Büyük Ahmed (Ahmed el Mayor);
- Şehzade Alaeddin Ali (1425 — 1443), Se debate que su madre fue Hatice Halime Hatun. Era Sanjak Bey de Manisa y supuesto heredero favorito de su padre, fue asesinado por su consejero, Kara Hizir Paşa;
- Şehzade Isfendiyar (1426 — 1430), hijo con Hatice Halime Hatun, murió joven;
- Şehzade Hasan (1428 — 1444), hijo con concubina de nombre desconocido, murió joven;
- Mehmed II (30 de marzo de 1431 — 3 de mayo de 1481), hijo con Hüma Hatun. Era Sanjak Bey de Amasya, y luego de Manisa. Conocido como "Mehmed el Conquistador", considerado uno de los mejores sultanes. Reinó desde 1451 hasta su muerte, aparte es conocido por conquistar Constantinopla y darle caída por completo al Imperio Bizantino;
- Şehzade Orhan (1433 — 1441), hijo con Yeni Hatun, murió joven;
- Şehzade Hüseyn (1438 — 1449), hijo con concubina de nombre desconocido, murió joven;
- Şehzade Ahmed (1450 — 18 de febrero de 1451), hijo con Hatice Hatun. Conocido Küçük Ahmed (Ahmed el menor). Ejecutado con la ascensión al trono de Mehmed II, con él empezó la famosa Ley del Fratricidio.

Hijas
- Erhundi Hatun (1423 — ?), hija con concubina de nombre desconocido. Casada en septiembre de 1439 con Damat Yakub Bey. Tuvieron descendencia;
- Hatice Hatun (1425 — 1478), hija con Hüma Hatun. Casada en 1437 con Damat İsa Bey. Se casó en 1448 con Damat Çandaroğlu İsmail Kemaleddin Paşa. Tuvo descendencia de su segundo esposo. Hatice tenía descendientes directos que vivían durante el reinado de Abdülmecit I (r. 1839 — 1861);
- Hafsa Hatun (1428 — ¿?), hija con concubina de nombre desconocido. Se casó en 1450 con su primo Damat Çandaroğlu Kaya Bey, hijo de su tía İlaldi Hatun, hija de Mehmed I. Tuvieron descendencia;
- Selçuk Hatun (1430 — 1492), hija con concubina de nombre desconocido. Se casó en 1446 con Damat Sinan Bey;
- Fatma Hatun (1430 — ¿?), hija con Hüma Hatun. Se casó en octubre de 1448 con Damat Zağanos Paşa, Gran Visir del Imperio Otomano desde 1453 hasta 1456. Después de divorciarse en 1462, se casó con Damat Çandarli Mahmud Paşa. Se sabe que tuvo bastante influencia y poder en asuntos estatales;
- İlaldi Hatun (1430 — después de 1495), hija con concubina de nombre desconocido. Se casó en 1451 con Damat Kasım Paşa. Seguía viva en 1495 por unas donaciones que hizo a fundaciones. Tuvo descendencia.

| Predecesor: Mehmed I  | 6°Sultán del Imperio otomano 1421-1444 | Sucesor: Mehmed II |
| Predecesor: Mehmed II | 6°Sultán del Imperio otomano 1446-1451 | Sucesor: Mehmed II |

- Datos: Q131394
- Multimedia: Murad II / Q131394